# ГЕС Баскі
ГЕС Баскі (італ. Centrale idroelettrica di Baschi) — гідроелектростанція в центральній частині Італії. Знаходячись вище від ГЕС Альвіано, становить верхній ступінь в каскаді ГЕС на Тибрі (протікає через Рим та впадає в Тірренське море).
У межах проєкту річку перекрили гравітаційною греблею Корбара із двох частин. Безпосередньо у річищі Тибру зведена бетонна споруда, тоді як далі через невідповідні ґрунти греблю виконали як земляну. Сукупна довжина обох частин 641 метр (в тому числі бетонної — 416 метрів), максимальна висота 52 метри. Гребля утримує водосховище з площею поверхні 10,5 км2 та об'ємом 192 млн м3.
Від водосховища вода подається до машинного залу через дериваційний тунель довжиною 4,5 км, прокладений у лівобережному гірському масиві. При введенні в експлуатацію на початку 1960-х підземний зал обладнали двома турбінами типу Френсіс потужністю по 45,5 МВт. Згодом провели модернізацію станції із заміною обладнання, завдяки чому потужність ГЕС зросла до 108 МВт. Наразі станція виробляє до 220 млн кВт·год електроенергії на рік.
Управління роботою ГЕС здійснюється з диспетчерського центру в Терні.